# Kundur
Kundur (in indonesiano: Pulau Kundur) è un'isola indonesiana appartenente al gruppo delle isole Riau, situate ad est di Sumatra, nell'arcipelago malese.

## Geografia
Kundur si trova a sud dell'isola di Karimun e degli isolotti secondari che la circondano e ad ovest di Batam, all'ingresso dello stretto di Malacca e all'estremità meridionale del mar Cinese Meridionale.
L'insediamento principale è Tanjung Batu, nel sud-est dell'isola. Altre località sono Urung, ad est, Selat Belia, a nord, e Sawang e Kobek, ad ovest. L'isola copre una superficie di 315,4 km² e raggiunge un'altitudine massima di 98 m.
Dalle coste settentrionali di Kundur si diparte una catena di piccole isole: Papit, Gunung Papan con l'insediamento di Tanjunghutan, Baru e Balat. La catena prosegue ad est di Kondur, comprendendo un gran numero di altri isolotti molto piccoli.

## Comunicazioni
Da Tanjung Batu partono traghetti per Singapore, Sekupang sull'isola di Batam, Tanjung Pinang sull'isola di Bintan e Tanjung sull'isola di Karimun. Il viaggio per Singapore dura 2 ore e 15 minuti. Un altro traghetto collega Selat Belia a Tanjung Balai sull'isola di Karimun.

## Amministrazione
Nel 1999 è stato costituito il distretto amministrativo di Karimun, che comprende le isole di Karimun, Kundur e Moro.